# Орден «8 вересня»
Орден «8 вересня» — висока македонська відзнака на честь 8 вересня — Дня незалежності Республіки Македонія.

## Особливості
Орден має основну форму зірки з розмірами 81 мм
Орден виконано зі срібла з позолотою, тонованою теплою емаллю в сучасній техніці ювелірної ковки. Є відповідна стрічка і мініатюрна стрічка.
Порядковий номер ордену, клеймо чистоти металу, з якого вона виготовлена, та клеймо виробника штампуються на звороті ордену.
Кожнен орден і відзнака мають відповідну коробку, певного кольору, який розмірно відповідає розмірам відзнак. На кришці скриньки з позолотою назва відзнаки.
Стрічки для медалей виготовлені з маринованого шовку встановленого кольору та розміру.

## Критерії
Орденом «8 вересня» нагороджуються:
- за надзвичайні заслуги особи та державні органи, установи, урядові та неурядові організації та ін. від Республіки Північна Македонія у створенні та будівництві Республіки Північна Македонія в мирних умовах як суверенної, незалежної, демократичної та соціальної держави, а також за винятковий внесок у встановлення, розвиток та зміцнення дружніх відносин і мирного рівноправного співробітництва з іншими країнами та міжнародними організаціями та об'єднаннями, утвердження та зміцнення її міжнародного становища та репутації;
- особи, органи та організації, які особливо сприяли розвитку та утвердженню міжнародних відносин у Республіці Північна Македонія;
- особи за видатні подвиги та заслуги в галузі безпеки, оборони та захисту Республіки Північна Македонія, а також за міжнародне співробітництво в цій галузі;
- глави держав, парламентів і урядів, вищі іноземні державні діячі і дипломати, вищі посадові особи міжнародних організацій та установ за виняткові заслуги у встановленні, розвитку та зміцненні дружніх відносин та мирного рівноправного співробітництва між відповідною державою, тобто організацією чи установою та Республіки Македонія, а також за її винятковий внесок у зміцнення її міжнародного становища та репутації.

## Лицарі
| Ім'я та прізвище               | Рік      | Опис заслуг | увага                                          |
| ------------------------------ | -------- | --- | ---------------------------------------------- |
| Роберт Бадінтер                | 2006 рік | За винятковий внесок у зміцнення міжнародного становища та репутації Македонії та за внесок у розвиток та утвердження міжнаціональних відносин | французький державний діяч                     |
| Крістофер Хілл                 | 2007 рік | За винятковий внесок у розвиток і зміцнення дружніх відносин і співробітництва Республіки Македонія зі Сполученими Штатами | перший посол США в Македонії                   |
| Роман Герцог                   | 2009 рік | за винятковий внесок у розвиток і зміцнення дружніх відносин і співробітництва Республіки Македонія з Німеччиною | Президент Німеччини                            |
| Желю Желєв                     | 2010 рік | за виняткові заслуги у визнанні незалежної і суверенної Республіки Македонія, за розвиток загальних відносин і співробітництва між двома країнами.                                                                                                 | Президент Болгарії                             |
| Уфе Ельман Янсен               | 2010 рік | за винятковий внесок у розвиток і зміцнення дружніх відносин і співробітництва Республіки Македонія з Королівством Данія | Міністр закордонних справ Данії                |
| Джон Бітов                     | 2011 рік | за виняткову відданість та участь у підтримці прогресу Республіки Македонія та її утвердження у світі як незалежної та демократичної держави, а також за внесок у розвиток та розвиток відносин та співпраці з дружньою Канадою                    | Канадський бізнесмен                           |
| Нікола Клюєсєв                 | 2011 рік | за винятковий внесок у реалізацію незалежності, суверенітету, незалежності, територіальної цілісності Республіки Македонія. | Перший прем'єр-міністр Македонії (посмертно)   |
| Йордан Міялков                 | 2011 рік | за винятковий внесок у реалізацію незалежності, автономії, суверенітету та територіальної цілісності Республіки Македонія. | Міністр внутрішніх справ Македонії (посмертно) |
| Шейх Хамад бін Халіфа Аль Тані | 2011 рік | за його зусилля у утвердженні діалогу між цивілізаціями та релігіями, а також за особливий внесок у розвиток відносин між Катаром та Республікою Македонія                                                                                         | Емір Катару                                    |
| Броніслав Коморовський         | 2013 рік | за виняткові заслуги у розвитку та зміцненні дружніх відносин та мирної співпраці Македонії та Польщі | Президент Польщі                               |
| Віктор Орбан                   | 2013 рік | за виняткові заслуги за розвиток і зміцнення дружніх відносин і мирного співробітництва Македонії та Угорщини | прем'єр-міністр Угорщини                       |
| Мілош Земан                    | 2016 рік | за виняткові заслуги за розвиток і зміцнення дружніх відносин і мирного рівноправного співробітництва між Республікою Македонія і Чеською Республікою, а також за утвердження і зміцнення міжнародного становища та репутації Республіки Македонія | Президент Чеської Республіки                   |